# Melanocetus eustalus
A Melanocetus eustalus a csontos halak (Osteichthyes) főosztályának sugarasúszójú halak (Actinopterygii) osztályába, ezen belül a horgászhalalakúak (Lophiiformes) rendjébe és a Melanocetidae családjába tartozó faj.

## Előfordulása
A Melanocetus eustalus a Csendes-óceán középső részének a keleti felén található meg, Mexikó közelében.

## Életmódja
Ez a horgászhal mélytengeri halfaj, amely 1675 méteres mélységig lehatol.
Az emberre nézve ártalmatlan.